# Synagogue de Dubrovnik
La synagogue de Dubrovnik ou Synagogue de Raguse fut construite en 1352. Elle est ainsi la plus ancienne synagogue séfarade encore utilisée aujourd'hui et la seconde plus ancienne synagogue d'Europe après la Synagogue vieille-nouvelle de Prague.
Lors des bombardements de Dubrovnik au début des années 1990, elle fut partiellement abimée.
Aujourd'hui, la synagogue n'est en activité qu'à l'occasion des fêtes juives pour la petite communauté locale.
Elle abrite un musée décrivant l'histoire de la communauté et montrant aux visiteurs divers objets rituels.